# リベルテ級戦艦
| リベルテ級戦艦             | リベルテ級戦艦 |
| -------------------------- | --- |
| 竣工当時の「デモクラティ」 | |
| 艦級概観                   | |
| 艦種                       | 戦艦 |
| 艦名                       | |
| 前級                       | レピュブリク級戦艦 |
| 次級                       | ダントン級戦艦 |
| 性能諸元                   | |
| 排水量                     | 常備：14.900トン |
| 全長                       | 135.8m |
| 水線長                     | 135.3m |
| 全幅                       | 24.2m |
| 吃水                       | 8.4m |
| 機関                       | ベルヴィール式石炭専焼水管缶22基 ＋直立式三段膨張式レシプロ機関2基2軸推進 |
| 最大 出力                  | 17,500hp |
| 最大 速力                  | 18.0ノット |
| 航続 距離                  | 10ノット／8,400海里 |
| 乗員                       | 742～809名 |
| 兵装                       | カネー 1893-1896年型 30.5cm（40口径）連装砲2基 カネー 1902年型 19.4 cm（50口径）単装速射砲10基 カネー 1902年型 6.5cm（50口径）単装速射砲13基 オチキス 4.7cm（43口径）単装機砲12基 45cm水中魚雷発射管単装4基 同水上魚雷発射管単装1基 |
| 装甲                       | 舷側：280mm 甲板：60mm 主砲塔：355mm（前盾）、280mm（側盾） 副砲塔：140mm（前盾） |

リベルテ級戦艦（Liberte）はフランス海軍が第一次世界大戦前に建造した最初の準弩級戦艦の艦級である。

## 概要
フランス海軍が進めていた28隻艦隊装甲艦整備において1900年において6隻の建造が認められた。この1900年度計画において前級の「レピュブリク級」2隻に引き続いて4隻が建造されたクラスが本級である。時の海相カミーユ・ペルタンが、保守的な王党派が多いとされる海軍部内に対抗して共和政的な艦名にこだわったため、自由（Liberte）、民主（Democratie）)、公平（Justice）、真実（Verite）という実に共和政フランスらしい艦名となっている。技術面においては副砲が装甲巡洋艦の主砲レベルである19.4cm速射砲に強化されているのが特徴である。

## 艦形

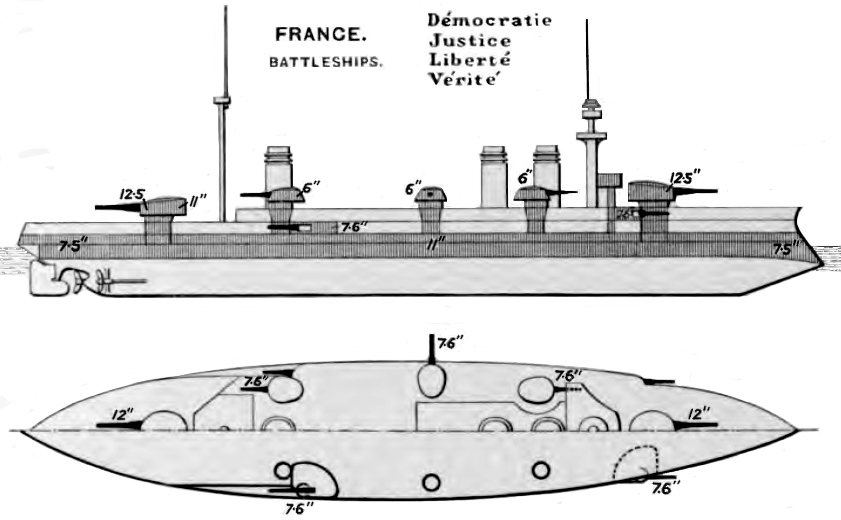
本級の武装・装甲配置を示した図。

本級の船体形状は本級から新規に長船首楼型船体を採用しており、大西洋での作戦時での凌波性を良くするために乾舷を高く取られている。艦首水面下には未だ衝角（ラム）が付いている。主砲は「1893-1896年型 30.5cm（40口径）砲」を楕円筒形の連装砲塔に収めて1基を配置、司令塔を組み込んだ操舵艦橋、単脚式の前部ミリタリー・マスト、船体中央部の3本煙突はこの頃のフランス海軍の特徴である缶室分離配置により2番煙突と3番煙突の間が大きく離されていた。煙突の周囲は艦載艇置き場となっており、片舷1基ずつのクレーンにより運用された。左右甲板上には副砲の19.4cm速射砲を椀を伏せたような形状の単装砲塔に収めて甲板上に3基ずつと、前後のマスト側面の舷側部にケースメイト配置で単装砲架で前後に1基ずつで片舷5基の計10基を搭載していた。後部ミリタリー・マストの後ろは甲板一段分下がって後ろ向きに2番主砲塔が1基配置された。

## 武装

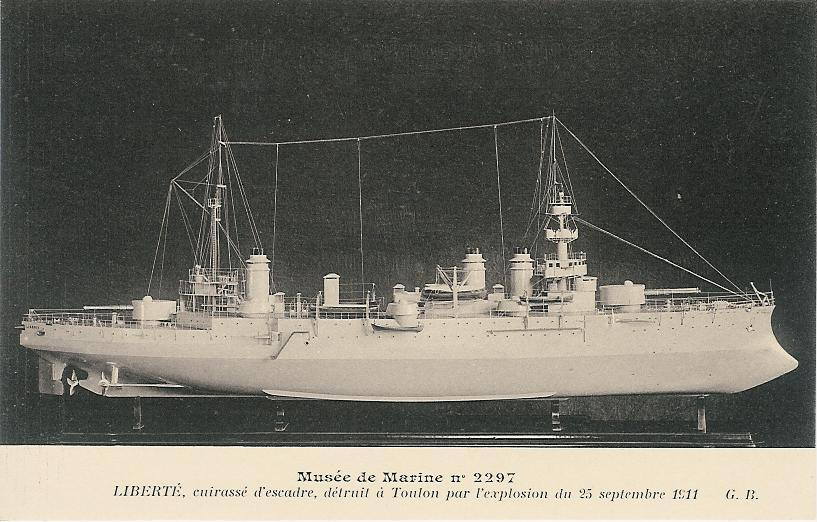
「リベルテ」。

主砲は本級で採用が最後となる「1893-1896年型 30.5cm（40口径）砲」である。これを連装砲塔に収めた。その性能は349.0kgの砲弾を仰角15度で12,000mまで届かせられる射程を得ている。これを連装砲塔に収めた。砲身の上下角は仰角15度・俯角5度で左右の旋回角度は単体首尾線方向を0度として左右150度であった。砲塔の動力はフランス海軍の伝統である電動である。発射速度は毎分1発であった。
副砲は長砲身の「1902年型 19.4 cm（50口径）速射砲」を採用した。この砲は重量89.5㎏の砲弾を毎分2発を発射できた。俯仰角度は仰角20度・俯角5度である。他に、対水雷艇用に「1902年型　6.5cm（50口径）速射砲」を単装砲架で13基、4.7ｃm単装機砲を10基、45cm魚雷発射管を2基を装備した。

### 機関
ボイラーは当時の最新型高性能機関であるフランス製のベルヴィール式石炭専焼缶を22基。これに、直立型三段膨張式レシプロ機関を組み合わせて3基3軸推進とし出力17,500hpで速力18ノットを発揮した。航続距離は石炭900トン搭載して速力10ノットで8,400海里と、当時にして大航続距離を誇った。「デモクラティ」の公試において3日間の連続稼働試験では17.4ノットを維持して信頼性の高さを証明した。

## 同型艦
- リベルテ Liberte
- デモクラティ Democratie
- ジュスティス Justice
- ヴェリテ Verite

## 参考図書
- 「世界の艦船増刊第38集　フランス戦艦史」（海人社）
- 「Conway All The World's Fightingships 1860-1905」（Conway）
- 「Conway All The World's Fightingships 1906–1921」（Conway）